# Farma (reality show)
Farma Česko je česká reality show, která vznikla na základě populárního mezinárodního formátu The Farm. Poprvé byla uvedena na stanici TV Nova dne 24. června 2012. Moderátorkou první řady se stala Tereza Pergnerová a hlavní výhrou byla částka jeden milion korun. Po třinácti letech, v roce 2025, se pořad vrátil na televizní obrazovky. Druhou řadu moderuje tanečník a bývalý účastník Love Island Vilém Šír.
V první řadě se hospodářem stal Stanislav Šamal, v druhé řadě se jako hospodář nově představil Jan Šlosar.

## 1. řada (2012)
Ve hře bylo 12 soutěžících z celé České republiky, kteří byli odvezeni na tajné místo – v případě české verze se jednalo o samotu u obce Žítková ve Zlínském kraji. Zde měli po dobu dvou měsíců hospodařit bez elektřiny a bez využití vynálezů mladších než sto let. Moderátorkou soutěže byla Tereza Pergnerová.
Každý týden byl zvolen farmář týdne, který měl na starost vedení farmy a komunikaci s hospodářem, kterým byl Stanislav Šamal. Farmář týdne také určoval dva sluhy, jejichž úkolem bylo zajišťovat vaření a další provozní práce na farmě.
O účast v soutěži projevilo zájem přibližně 4 000 lidí, z castingových kol pak vzešlo 12 finalistů. Ti po dobu dvou měsíců soutěžili o hlavní výhru ve výši 1 milionu korun. Vítězem první série se ve finálovém duelu stal Michal Páleník, který porazil Šárku Havrlíkovou.

### Přehled soutěžících
| Jméno soutěžícího | Věk v době vysílání | Bydliště  | Finální umístění |
| ----------------- | ------------------- | --------- | ---------------- |
| Michal Páleník    | 21                  | Praha     | 1. místo         |
| Šárka Havrlíková  | 36                  | Praha     | 2. místo         |
| Milan Buriánek    | 53                  | Praha     | 3. místo         |
| Jiří Král         | 22                  | Brno      | 4. místo         |
| Jakub Reithmaier  | 21                  | Plzeň     | 5. místo         |
| Jana Kadeřávková  | 21                  | Praha     | 6. místo         |
| Miroslav Tyrš     | 32                  | Plzeň     | 7. místo         |
| Libuše Vostrá     | 50                  | Majdalena | 8. místo         |
| Michaela Králová  | 28                  | Opava     | 9. místo         |
| Sára Sihelská     | 20                  | Tachov    | 10. místo        |
| Jana Stránská     | 26                  | Liberec   | 11. místo        |
| David Hudák       | 33                  | Brno      | 12. místo        |

### Průběh soutěže
| Týden         | Farmář týdne     | Sluhové          | Sluhové          | Duelanti         | Duelanti         | Vyřazení                    |
| Týden         | Farmář týdne     | první sluha      | druhý sluha      | první duelant    | druhý duelant    | Vyřazení                    |
| ------------- | ---------------- | ---------------- | ---------------- | ---------------- | ---------------- | --------------------------- |
| 1             | Milan Buriánek   | Libuše Vostrá    | David Hudák      | David Hudák      | Jakub Reithmaier | David Hudák                 |
| 2             | Sára Sihelská    | Jana Stránská    | Michal Páleník   | Jana Stránská    | Šárka Havrlíková | Jana Stránská               |
| 3             | Šárka Havrlíková | Libuše Vostrá    | Milan Buriánek   | Libuše Vostrá    | Sára Sihelská    | Sára Sihelská               |
| 4             | Miroslav Tyrš    | Libuše Vostrá    | Milan Buriánek   | Milan Buriánek   | Jiří Král        | Milan Buriánek              |
| 5             | Libuše Vostrá    | Šárka Havrlíková | Jiří Král        | Jiří Král        | Jakub Reithmaier | Michaela Králová (odstup)   |
| 5             | Libuše Vostrá    | Šárka Havrlíková | Jiří Král        | Jiří Král        | Jakub Reithmaier | Jakub Reithmaier (záchrana) |
| 6             | Libuše Vostrá    | Jana Kadeřávková | Jakub Reithmaier | Jakub Reithmaier | Miroslav Tyrš    | Jakub Reithmaier            |
| 7             | Šárka Havrlíková | Jana Kadeřávková | Miroslav Tyrš    | Miroslav Tyrš    | Jiří Král        | Libuše Vostrá (odstup)      |
| 7             | Šárka Havrlíková | Jana Kadeřávková | Miroslav Tyrš    | Miroslav Tyrš    | Jiří Král        | Miroslav Tyrš               |
| 7             | Šárka Havrlíková | Jana Kadeřávková | Miroslav Tyrš    | Miroslav Tyrš    | Jiří Král        | Jana Kadeřávková (odstup)   |
| 8             | Jiří Král        | Šárka Havrlíková | Jakub Reithmaier | Jakub Reithmaier | Michal Páleník   | Jakub Reithmaier (záchrana) |
| 8             | Jiří Král        | Šárka Havrlíková | Jakub Reithmaier | Jakub Reithmaier | Michal Páleník   | Jakub Reithmaier            |
| 9             | Milan Buriánek   | Šárka Havrlíková | Jiří Král        | Jiří Král        | Šárka Havrlíková | Milan Buriánek (záchrana)   |
| 9             | Milan Buriánek   | Šárka Havrlíková | Jiří Král        | Jiří Král        | Šárka Havrlíková | Jiří Král                   |
| 9             | Milan Buriánek   | Šárka Havrlíková | Jiří Král        | Milan Buriánek   | Michal Páleník   | Milan Buriánek              |
| Finálový duel | -                | -                | -                | Michal Páleník   | Šárka Havrlíková | Šárka Havrlíková (2. místo) |
| Finálový duel | -                | -                | -                | Michal Páleník   | Šárka Havrlíková | Michal Páleník (vítěz)      |

- V 5. duelu vypadl v duelu s Jiřím Králem Jakub Reithmaier, ale zachránila ho Michaela Králová, která dobrovolně odstoupila ze soutěže.
- V 7. týdnu dostala Libuše Vostrá od moderátorky Terezy „pokušení“ ve formě finanční odměny, když opustí show a půjde domů. Libuše přijala a hned s finanční odměnou opustila show.
- V 7. týdnu opustila show taktéž Jana Kadeřávková, která z farmy doslova utekla, čímž porušila pravidla soutěže. Na její místo se vrátil poražený z posledního duelu a to Jakub Reithmaier.
- V 10. týdnu vypadlí farmáři rozhodovali, koho pustí do semifinále a kdo naopak ve hře skončí. Nejméně hlasů získal Jiří Král, oproti Šárce Havrlíkové se kterou byl ve dvojici a tak pro něj soutěž skončila bez duelu. Proběhl také duel mezi Milanem Buriánkem a Michalem Páleníkem o vstup do finále, který vyhrál Michal a Milan tak skončil v soutěži.
- Dne 26. srpna 2012 byl finálový duel, který vyhrál Michal Páleník oproti Šárce Havrlíkové. Vítěz vyhrál 1 000 000 Kč.

## 2. řada (2025)
Druhou sérii reality show moderuje Vilém Šír a novým hospodářem se stal Jan Šlosar. Poprvé v historii soutěže se do hry zapojila také umělá inteligence Ema, která promlouvá k soutěžícím, například během volby sluhy nebo při důležitých rozhodnutích. Hraje se o 1 000 000 Kč, přičemž farmáři nově získávají od hospodáře mince za splněné úkoly – každá mince má hodnotu 2 500 Kč.
Týden na farmě začíná v pondělí, kdy je zvolen farmář týdne. O tom, kdo tuto roli převezme, rozhoduje soutěžící, který vypadl v předchozím duelu. Zároveň přijíždí hospodář, který rozděluje nové týdenní úkoly. V úterý si farmář vybírá jednoho soutěžícího, který se stane sluhou. Do rozhodování často vstupuje i umělá inteligence Ema, která může soutěžícím poskytnout rady nebo komentář. Ve středu si sluhové vybírají své rukojmí, se kterými se utkají ve speciálním souboji. Výsledkem tohoto klání je určení dvojice, která zamíří do čtvrtečního duelu – jedná se o tu dvojici (sluha a jeho rukojmí), která v souboji prohraje. Ve čtvrtek dorazí na farmu hospodář, aby zkontroloval průběh zadaných úkolů, a následně probíhá samotný duel. Ten se skládá ze tří disciplín – obvykle jde o vědomostní kvíz (almanach), přetahování a řezání dřeva. Vítěz duelu se vrací zpět na farmu, zatímco poražený soutěž opouští. Na rozloučenou napíše dopis, ve kterém se naposledy obrací ke svým spoluhráčům a na závěr prozrazuje, kdo se stane dalším farmářem týdne.

### Přehled soutěžících
| Soutěžící                                                           | Skupina       | Skupina    | Skupina   | Skupina  | Umístění |
| Soutěžící                                                           | Původní       | Noví hráči | Bandité   | Sloučení | Umístění |
| ------------------------------------------------------------------- | ------------- | ---------- | --------- | -------- | -------- |
| Zuzana (Zuzana Gehlert) 59 let, převoznice výbušnin, Mnichov        | Baráčníci     |            |           |          | 16.      |
| Luboš (Luboš Suchánek) 49 let, král letáků, Milovice                | Baráčníci     | Baráčníci  |           |          | 15.      |
| Andrej (Andrej Kalašnik) 30 let, MMA bojovník, Brno                 | Pekelníci     | Pekelníci  | Pekelníci |          | 14.      |
| Sandra (Sandra Haganová) 21 let, autotronička, Ústí nad Labem       | Baráčníci     | Baráčníci  | Baráčníci | Sloučení | 12.-13.  |
| Michal (Michal Souček) 41 let, zpěvák, Praha                        | Baráčníci     | Baráčníci  | Baráčníci | Sloučení | 12.-13.  |
| Mary (Maria Pavlova) 30 let, herečka, Praha                         | Pekelníci     | Pekelníci  | Pekelníci | Sloučení | 11.      |
| Javier (Javier Neruda) 23 let, fotbalista, Praha                    | Baráčníci     | Baráčníci  | Baráčníci | Sloučení | 10.      |
| Tereza (Tereza Langrová) 24 let, právnička, Praha                   | Bandité       | Bandité    | Baráčníci | Sloučení | 9.       |
| Luktuma (Lukáš Tůma) 22 let, infulencer, Praha                      | Pekelníci     | Pekelníci  | Pekelníci | Sloučení | 8.       |
| Zdeněk (Zdeněk Godla) 50 let, herec, Chomutov                       | Bandité       | Bandité    | Pekelníci | Sloučení | 7.       |
| Katarina (Kateřina Vítová) 25 let, fitness trenérka, Zakyntos       | Baráčníci     | Baráčníci  | Baráčníci | Sloučení | 6.       |
| Andrea (Andrea Havelková) 24 let, YouTuberka, Praha                 | Pekelníci     | Pekelníci  | Pekelníci | Sloučení | 5.       |
| Kristýna (Kristýna Skokánová) 31 let, social media manažerka, Praha | Ostatní hráči | Baráčníci  | Baráčníci | Sloučení | 4.       |
| Vojta (Vojtěch Tichava) 32 let, moderátor, Praha                    | Pekelníci     | Pekelníci  | Pekelníci | Sloučení | 2.-3.    |
| Adam (Adam Raiter) 37 let, truhlář, Praha                           | Ostatní hráči | Pekelníci  | Pekelníci | Sloučení | 2.-3.    |
| Veve (Veronika Přikrylová) 26 let, modelka, Brno                    | Pekelníci     | Pekelníci  | Pekelníci | Sloučení | 1.       |

### Průběh soutěže (první fáze hry)
Legenda
     Farmář týdne
     ze skupiny Baráčníků
     ze skupiny Pekelníků
     vyřazený soutěžící
     Bandité
     soutěžící byl zachráněn před vypadnutím
     nikdo nevypadl
| Týden | Farmář týdne | Sluhové  | Sluhové  | Rukojmí    | Rukojmí    | Duelanti     | Duelanti      | Imunita              | Vyřazení         |
| Týden | Farmář týdne | 1. sluha | 2. sluha | 1. rukojmí | 2. rukojmí | 1. duelant   | 2. duelant    | Imunita              | Vyřazení         |
| ----- | ------------ | -------- | -------- | ---------- | ---------- | ------------ | ------------- | -------------------- | ---------------- |
| 1     | Zuzana       | Mary     | Luboš    | Katarina   | Luktuma    | Luboš        | Luktuma       | Zuzana               | Zuzana (odstup)  |
| 1     | Zuzana       | Mary     | Luboš    | Katarina   | Luktuma    | Luboš        | Luktuma       | Zuzana               | Luboš (záchrana) |
| 2     | Veve         | Andrea   | Luboš    | Sandra     | Andrej     | Luboš        | Andrej        | Veve Adam Kristýna   | Luboš            |
| 3     | Javier       | Katarina | Vojta    | Mary       | Sandra     | Vojta Sandra | Tereza Zdeněk | Javier               | nikdo            |
| 4     | Andrea       | Michal   | Andrej   | Veve       | Kristýna   | Andrej       | Kristýna      | Andrea Tereza Zdeněk | Andrej           |

### Průběh soutěže (druhá fáze hry)
Legenda
     Farmář týdne
     Sloučení
     vyřazený soutěžící
     soutěžící byl zachráněn před vypadnutím
     nikdo nevypadl
| Týden | Farmář týdne | Sluhové  | Sluhové  | Duelanti      | Duelanti        | Imunita                                   | Vyřazení |
| Týden | Farmář týdne | 1. sluha | 2. sluha | 1. duelant    | 2. duelant      | Imunita                                   | Vyřazení |
| ----- | ------------ | -------- | -------- | ------------- | --------------- | ----------------------------------------- | -------- |
| 5     | Lukáš        | Katarina | Sandra   | Sandra Michal | Zdeněk Katarina | Lukáš Veve                                | Sandra   |
| 5     | Lukáš        | Katarina | Sandra   | Sandra Michal | Zdeněk Katarina | Lukáš Veve                                | Michal   |
| 6     | Adam         | Mary     | Javier   | Mary          | Veve            | Adam Kristýna                             | Mary     |
| 7     | Kateřina     | Veve     | Adam     | Veve          | Javier          | Kateřina Zdeněk Vojtěch Lukáš Tereza Adam | Javier   |